# 吴景彪
吴景彪（1989年1月10日—），福建南平人，中国男子举重运动员。

## 簡歷
2000年12月，开始进行举重训练。
2003年9月，进入福建省体校学习训练。
2004年在全国少年举重赛中获得冠军。
2005年蝉联全国少年举重赛冠军，同年8月入选福建省体工队。
2006年获得全国举重青年赛冠军与中日韩青少年体育交流大赛冠军。
2007年5月入选中国国家举重队。
2007年，首次登上世界大赛赛场，在世界举重青年赛上收获抓举第一，挺举第三，总成绩第二名。同年的全国锦标赛抓举获得第二名，举重世界杯总成绩获得亚军；全国城市运动会总成绩第三名。
2009年全国运动会，吴景彪不敌龙清泉，位列第三；高阳世锦赛中虽有抓举优势，但仍屈居亚军。
2010年9月，在土耳其安塔利亚世锦赛上，抓举132kg获得抓举冠军，挺举160kg收获挺举亚军，总成绩292kg收获生涯的首个世界冠军头衔。同年在广州亚运会上抓举133kg刷新亚洲纪录，挺举152公斤，总成绩285kg获得冠军。
2011年1月，总成绩285kg收获国际举重超级大奖赛冠军，4月在亚洲举重锦标赛上以抓举130kg，挺举158kg，总成绩288kg包揽三枚金牌。9月，在全国举重锦标赛上抓举133kg，挺举161kg，总成绩294公斤，包揽三枚金牌。11月，在法国巴黎举重世锦赛上抓举133kg，挺举159kg，总成绩292公斤包揽三枚金牌。
2012年4月，在福建的全国男子举重锦标赛暨伦敦奥运选拔赛以抓举137公斤，挺举163公斤，总成绩300公斤战胜2008年北京奥运会冠军龙清泉，并且超过亚洲纪录，获得冠军并获得伦敦奥运会资格。
2012年，吴景彪代表中国出戰英國倫敦舉行的奥林匹克运动会舉重比賽男子56公斤級賽事。他在最后一把試舉161公斤失败，以總成绩289公斤屈居朝鲜选手严润哲之下，获得银牌。在领奖後接受央视訪問時，吴景彪突然鞠躬道歉，並表示自己拿到银牌「有愧于祖国、有愧于中国举重队、有愧于所有关心自己的人，对不起大家」，情绪崩溃。
2013年3月，全国男子举重锦标赛暨全运会预赛以134公斤获得抓举冠军、以284公斤获得总成绩第四名；9月，第十二届全国运动会举重男子56公斤级以抓举133公斤、挺举160公斤、总成绩293公斤获得第四名。
2014年4月，全国男子举重锦标赛暨亚运会选拔赛以132公斤获得抓举冠军，158公斤获得挺举亚军，总成绩290公斤获得总成绩冠军；9月，受到腰伤困扰，仁川亚运会以抓举133公斤、挺举155公斤、总成绩288公斤获得季军。
2015年4月，全国男子举重锦标赛以抓举139公斤、挺举163公斤，抓举超世界纪录，总成绩302公斤超过298公斤的亚洲纪录获得冠军。 11月，世界举重锦标赛以抓举139公斤破世界纪录的成绩获得冠军，挺举163公斤获得亚军、总成绩302公斤获得亚军。
2016年，在浙江江山进行的全国举重锦标赛暨里约奥运选拔赛，抓举138公斤获得第一名，但在挺举部分三次试举160kg失败，遗憾无缘里约奥运会。
2017年，天津进行的第十三届全运会举重比赛，总成绩283kg获得亚军。
2018年4月19日，在湖北宜昌举行的全国男子举重锦标赛，吴景彪以福建景一举重俱乐部队员身份参赛，在56公斤级抓举比赛中以133公斤的成绩获得抓举冠军。挺举150公斤，第三名。总成绩283公斤，获得亚军。
2023年4月15至26日，吴景彪创立的景一举重器材作为中国举重协会的合作供应商，承办了在无锡和福州举办的2023中国举重全国锦标赛。

### 他人评价
吴景彪小的时候并没有显露出太多的举重才华，相比龙清泉近年来跳跃式的进步，吴景彪则是一小步一小步逐渐积累的进步。（教练陈文斌评论）
从比赛过程中所表现出来的问题看吴景彪还需要增强基本功，尤其是腿部力量。就抓举第三把136公斤来说，这个成绩仅算中等重量，吴景彪的失败一方面与年轻、经验不足有关，另一方面与他的基本功有关。而基本功不扎实表现最为明显的就是在挺举中，没有足够的力量支撑他完成这一重量。（张国政广州亚运会评论）